# Hrvatska akademska i istraživačka mreža
Hrvatska akademska i istraživačka mreža – CARNET nastala je 1991. godine kao projekt Ministarstva znanosti i tehnologije Republike Hrvatske. U ožujku 1995. godine Vlada Republike Hrvatske donosi Uredbu o osnivanju ustanove CARNET sa svrhom pospješivanja napretka, kako pojedinca tako i društva u cjelini pomoću novih informacijskih tehnologija.
CARNET-ove aktivnosti mogu se podijeliti u tri osnovna područja: pružanje internetskih usluga, poticanje razvoja informacijskog društva i obrazovanje za novo doba.
Odlukom predsjednice Republike Hrvatske Kolinde Grabar-Kitarović, Sveučilišnom računskom centru (Srce) Sveučilišta u Zagrebu i Hrvatskoj akademskoj i istraživačkoj mreži – CARNet i dodijeljene su Povelje Republike Hrvatske. Srcu za osobite zasluge u uvođenju i popularizaciji interneta i internetskih tehnologija u Republici Hrvatskoj, a CARNetu za osobite zasluge u dugogodišnjem razvoju obrazovanja pojedinaca i hrvatskog društva u cjelini pomoću novih informacijskih tehnologija i razvoja digitalno zrelog društva, s posebnim naglaskom na obrazovnu i akademsku populaciju u Republici Hrvatskoj.

## Povijest

### Ustanova
U sklopu Fakulteta elektronike i računarstva profesor Hrvoje Babić organizirao je 1987. Laboratorij za sustave i signale kojem je bio voditelj. Laboratorij je postigao zavidan profesionalni ugled i bitno prinio organizaciji i realizaciji Hrvatske akademske mreže CARNET.
Koordinacijsko tijelo za uspostavu hrvatske edukacijske računalne mreže osnovano je 3. listopada 1991. godine. Bio je to početak rada Hrvatske akademske i istraživačke mreže – CARNet, prvog pružatelja internetskih usluga u Hrvatskoj. Sljedećih nekoliko godina CARNet je bio i jedini pružatelj internetskih usluga u Hrvatskoj koje je pružao bez naknade, ne samo akademskoj zajednici, već svim građanima Republike Hrvatske.
U studenom 1992. godine uspostavljena je prva međunarodna komunikacijska veza koja je CARNET-ov čvor u Zagrebu povezala s Austrijom. Time je Hrvatska postala dio svjetske računalne mreže Internet. 
Tijekom 1992. godine nabavljena je prva oprema i izgrađena jezgra CARNet mreže. Ustanove unutar Hrvatske bile su spojene vezom brzine 19200 bps, a čitava se mreža spajala na Internet preko Austrije brzinom od 64 kbps.
Prve ustanove spojene na Internet bile su: Sveučilišni računski centar – Srce, Fakultet elektrotehnike i računarstva u Zagrebu, Institut Ruđer Bošković, Prirodoslovno-matematički fakultet, Fakultet elektrotehnike, strojarstva i brodogradnje u Splitu, Tehnički fakultet u Rijeci, Ekonomski fakultet u Osijeku i Ministarstvo znanosti i tehnologije.
U prvim mjesecima 1993. godine međunarodna organizacija Internet Assigned Number Authority (IANA) dodijelila je CARNET-u administraciju nad vršnom .hr domenom.
U listopadu 1994. godine SRCE i CARNET počinju s održavanjem tečajeva o internetu za svoje korisnike, a s vremenom je edukacija korisnika postala jedna od bitnijih djelatnosti CARNET-a. 

### Mreža
Godine 1996. jezgra CARNET mreže nadograđuje se uvođenjem ATM tehnologije koja omogućuje prijenos slike i zvuka u stvarnom vremenu, s osnovnom brzinom od 155 Mbps.
U siječnju 1997. godine putem CARNET-ove ATM jezgre realizirano je, po prvi puta u Hrvatskoj, predavanje na daljinu između Rektorata Sveučilišta u Osijeku i Fakulteta elektrotehnike i računarstva.
Prvog dana mjeseca prosinca 2001. godine puštena je u rad paneuropska akademska i istraživačka mreža GÉANT na koju se spaja i CARNET. 
U suradnji sa Sveučilišnim računskim centrom CARNET 2003. godine pokreće projekt Giga CARNET kako bi pomoću gigabitnih tehnologija razvio visoko kvalitetnu infrastrukturu namijenjenu CARNET-ovim članicama, fakultetima i istraživačkim institutima.
U okviru projekta Giga CARNET CARNET-u je u veljači 2004. godine omogućeno da preko spoja na mrežu GÉANT bude dvostruko brže povezan sa sličnim akademskim i istraživačkim mrežama u Europi i svijetu (brzinom od 1.2 Gbp/s umjesto dosadašnjih 622 Mbp/s). 
Kao pretpostavka daljnje suradnje CARNET-a i svjetske akademske i istraživačke zajednice u lipnju 2007. godine brzina spoja CARNET-a prema GÉANT mreži se povećala na 10 Gb/s.

## Organizacija
Djelovanje CARNET-a ostvaruje se putem servisa i projekata objedinjenih u sedam odjela: 
- Odjel za podršku poslovanju ustanove
- Odjel mrežne infrastrukture
- Odjel računalne infrastrukture i servisa
- Odjel za Nacionalni CERT
- Odjel za podršku korisnicima
- Odjel za podršku obrazovanju

Poseban odjel čini Ured ravnatelja.
Ravnatelj koordinira aktivnosti na razini cijele ustanove i izvan nje te zastupa i predstavlja CARNET u javnosti. Izvršno povjerenstvo CARNET-a čine ravnatelj, zamjenik ravnatelja i pomoćnici ravnatelja (voditelji navedenih odjela). 
Povjerenstvo koordinira kratkoročno i dugoročno planiranje, donosi odluke o organizaciji poslovanja i odgovorno je za odnose s Vladinim tijelima, korisnicima, partnerima i javnosti.
CARNET-om upravlja Upravno vijeće koje zastupa interese Vlade Republike Hrvatske, osnivača CARNET-a. Članove Upravnog vijeća imenuje ministar znanosti i obrazovanja.
Vijeće korisnika je savjetodavno tijelo CARNET-a koje čine CARNET koordinatori ustanova članica CARNET-a kao predstavnici akademske zajednice, voditelji županijskih vijeća informatike kao predstavnici korisnika iz sustava školstva te ravnatelj CARNET-a.

## Infrastruktura
Jedna od osnovnih djelatnosti Hrvatske akademske i istraživačke mreže – CARNET je razvoj, izgradnja i održavanje mreže. Mreža CARNET je privatna mreža hrvatske akademske i znanstveno-istraživačke zajednice te ustanova iz sustava osnovnog i srednjeg školstva. 
Mrežnu infrastrukturu posjeduje CARNET ustanova, a vodove unajmljuje od niza davatelja telekomunikacijskih kapaciteta. CARNET mreža je primjer WAN mreže putem koje se članice CARNET-a diljem Hrvatske povezuju u kompaktnu informacijsko-komunikacijsku cjelinu.
CARNET mreža je podatkovna mreža namijenjena prije svega prijenosu podataka korištenjem protokola TCP/IP. Trenutačno podržana verzija TCP/IP protokola u CARNET mreži kao njezinom integralnom dijelu, jest verzija 4 (IPv4). Ključna karakteristika svake privatne mreže jest njezin spoj prema globalnoj mreži – internetu. CARNET mreža je tu vezu ostvarila kroz pan-europsku istraživačku mrežu GÉANT, trenutačnom brzinom veze od 10 Gbit/s. Veza prema drugim davateljima internet usluge u Hrvatskoj ostvarena je kroz mjesto razmjene internetskog prometa u Hrvatskoj – CIX.
Unutar Hrvatske CARNET mreža povezuje veće hrvatske gradove na kopnu te niz mjesta na otocima. Veći sveučilišni centri (Dubrovnik, Osijek, Pula, Rijeka, Split, Zadar, Zagreb) povezani su vezama velikih brzina (u rasponu od 100 Mbit/s do 10 Gbit/s), dok su za manje centre osigurane veze brzina od 2 Mb/s do 100 Mb/s. Osobito je napredna infrastruktura u samom Zagrebu koja povezuje veće fakultete i znanstvene ustanove brzinama i do 10 Gbit/s. Split je pak, zahvaljujući projektu „e-Split“ koji je CARNet ostvario u suradnji s Gradom Splitom, prvi grad u kojem CARNET posjeduje vlastitu optičku mrežu do svake svoje ustanove članice. Tako je putem optičke mreže 158 ustanova s područja grada spojeno na CARNet. 
Na CARNET mrežu spojeno je i više od 900. ustanova iz sustava osnovnog i srednjeg školstva putem ADSL veza, a u sklopu projekta "e-Otoci" na CARNet mrežu su spojene škole hrvatskih otoka.

## Međunarodna suradnja
CARNET u sklopu svoje vizije uključivanja Republike Hrvatske u moderno informacijsko društvo sudjeluje u nizu međunarodnih aktivnosti.
U skladu s povećanjem brzine fizičkog linka na GÉANT mrežu, sve se više razvija i CARNET-ov paralelni (ljudski) link prema europskoj i svjetskoj akademskoj internetskoj zajednici. CARNET-ove aktivnosti međunarodne suradnje prerastaju u stabilni komunikacijski kanal prema inozemstvu, kroz kojeg CARNET ima priliku predstaviti Hrvatsku i njenu akademsko-istraživačku zajednicu. 
Aktivnosti međunarodne suradnje uključuju praćenje aktivnosti drugih akademskih mreža u Europi te sudjelovanje u radu međunarodnih organizacija koje okupljaju nacionalne, obrazovne, akademske i istraživačke mreže. Ujedno CARNET potiče uključivanje hrvatske akademske zajednice u međunarodne projekte s područja istraživanja i primjene informacijskih tehnologija i pruža koordinacijsku potporu sudjelovanju CARNET-ovih zaposlenika u međunarodnim projektima.
CARNET je aktivni član sljedećih međunarodnih organizacija:
- Trans-European Research and Education Networking Association
- The Internet Corporation for Assigned Names and Numbers
- Réseaux IP Européens (w:en:RIPE)
- Council of European National Top-Level Domain Registries – CENTR
- Forum of Incident Response and Security Teams (FIRST)
- NREN Consortium

## Korisnici
CARNET-ovi korisnici su ustanove članice i pojedinačni korisnici.
Ustanove članice CARNET-a su ustanove iz sustava znanosti i visokog obrazovanja, kao i osnovnog i srednjeg školstva. Dobivanjem statusa članice ustanove se spajaju na CARNET mrežu i dobivaju pravo na korištenje CARNetovih usluga.
CARNET ima 241. ustanovu članicu iz akademske zajednice, koje su spojene u CARNET mrežu na 418 lokacija. Članica iz sustava školstva ima 1385, a spojene su na 1283 lokacije.
Pojedinačni korisnici su studenti i profesori, znanstvenici i zaposlenici akademske i visokoškolske zajednice te učenici, nastavnici, profesori i zaposlenici osnovnih i srednjih škola i učeničkih domova.
U nadležnoj matičnoj ustanovi (ustanovi članici CARNET-a) pojedinačni korisnici dobivaju elektronički identitet u sustavu AAI@EduHr. Elektronički identitet je virtualni identitet na CARNET mreži koji služi korisnicima pri autentikaciji i autorizaciji za razne CARNET-ove usluge te je nužan za ostvarivanje prava na njihovo korištenje.

## Usluge
- Pristup Internetu: CARNET-ovi modemski ulazi, DUO.CARNET/TRIO.CARNET, E-otoci, MetroCARNET, Homebox CARNET, Net u školi, OkCARNET, OptiCARNET, Stalna veza, Stick2CARNET, Tele2CARNET, VipmeCARNET i XCARNet/3DCARNET.[4]

- Edukacija: Blog, Burza udžbenika, CARNET-ova korisnička konferencija CUC, Cisco akademija, Edu.hr, e-Dnevnik (za učenike[5] i nastavnike), E-knjižnica, E-learning akademija, E-learning alati,[6] e-Matica,[7] eLektire, e.Tečajevi za primjenu u nastavi, Moodle, Nacionalni portal za učenje na daljinu "Nikola Tesla", Obrazovanje CARNET sistem inženjera, Obrazovanje nastavnika, Online enciklopedija – Proleksis enciklopedija, Online tečajevi, Portal za sistemce,[8] Portal za škole, Sketchpad 4.07 i Školska učilica.[9]

- Internetske usluge: CARNET Bandwidth Metar, CARNET Cruncher, CARNET Debian, CMS za škole, Domene, Elektronički identitet, E-mail, FTP, Hosting usluga za srednje i osnovne škole, Javni poslužitelj, Nadzor za ustanove, News, NTP, SmartX, sys.backup, Virtualni poslužitelji, voopIX, Web prostor, Webmail i www.hr.[10]

- Multimedija: Internet prijenosi (streaming), Media on Demand, Sobne videokonferencije i Adobe Connect Pro.[11]

- Sigurnost: Abuse služba, Filtriranje sadržaja, Posredovanje u rješavanju računalnih incidenata CERT-u, Provjera ranjivosti, Poslužiteljski certifikati i Sigurnosni savjeti.[12]

- Pomoć i podrška: Članstvo u CARNET mreži, Helpdesk za CARNET sistem inženjere,[13] Služba za podršku korisnicima i Služba za ustanove članice.[14]

## Vanjske poveznice
Službene stranice ustanove CARNET